# 山本圭吾 (芸術家)
山本 圭吾（やまもと けいご、Keigo Yamamoto、1936年2月4日 - 2025年1月29日）は、日本の現代美術家である。福井県足羽郡出身。

## 人物
1971年より「ネットワーク・アート・ゲーム」、1976年より「ネットワーク・サウンド・インスタレーション」、1988年より「通信連画連歌」、1996年より「通信風景楽譜、通信図形楽譜」、1997年より通信サイコロ楽器、1998年より「通信障子楽器」、1994年より携帯電話を導入した「ユビキタス・ネットワークアート」、2004年より「通信連画連歌屏風」、2005年より「通信パノラマ障子楽器」などの「田農作家・電脳作家」であり、教育者。
小学校、中学校、高校、短期大学、大学、大学院の各教育機関で教鞭を取った経験がある。名古屋造形芸術短期大学、武蔵野美術大学、京都精華大学（映像メディア研究所所長）などで指導した。

## 来歴
福井県立藤島高等学校在学時から、北美文化協会の活動に参加。福井大学在学時には、二科展に出品。
1955年より絵画から始まり、彫刻、写真、ライトアート、パフォーマンスなど多分野の制作。福井商業高校の視聴覚教育担当だった1968年4月頃より、ビデオ・アートに取り組む。
- 1968年 - 第8回現代日本美術展／東京都美術館
- 1968年 - 現代美術の動向展／京都国立近代美術館
- 1971年より世界で最も早く「通信と芸術による」一般観客参加型の「通信ネットワーク ゲーム インスタレーション」[5]を制作。
- 1973年 - 京都ビエンナーレ'73（集団による美術）／京都市美術館
- 1974年 - 第11回東京ビエンナーレ（日本国際美術展）／東京都美術館
- 1975年 - 第13回サンパウロ・ビエンナーレには、日本から初めて展示されたヴィデオ・アート作品として、サテライト前提の「通信ネットワーク ゲーム インスタレーション」《ビデオゲーム・五目並べ》　"Video Game "Gomokunarabe"" を出展。
- 1976年 - 第1回オークランド・パン・パーシフィツク・フオト・ビエンナーレ／オークランド市美術館
- 1977年 - 現代美術の鳥瞰展／京都国立近代美術館、ドクメンタ6」にて「行為における認識のズレ」を発表（西ドイツ）。
- 1978年 - 第12回東京ビエンナーレ（日本国際美術展）／東京都美術館
- 1979年 - 第11回東京国際版画ビエンナーレ／東京国立近代美術館、日本の実験映画／国立ポンピドー・センター／パリ、ネットワークゲーム・パフォーマンス／バンクーバー近代美術館／カナダ
- 1980年 - 第13回東京ビエンナーレ（日本国際美術展）／東京都美術館
- 1981年 - ニューヨーク近代美術館企画「東京から福井と京都ビデオ展」が6か国36都市巡回。
- 1982年 - 第4回シドニー・ビエンナーレ／シドニー
- 1983年 - 現代美術に於ける写真展／東京国立近代美術館／京都国立近代美術館、エレクトラ／パリ市立近代美術館／パリ
- 1984年 - Video '84国際会議／モントリオール現代美術館、第41回ヴェネチア・ビエンナーレ（テープ部門）。
- 1986年 - ニュー・ビデオ・ジャパン／ニューヨーク近代美術館
- 1987年 - 「ドクメンタ8」映像部門選考委員。
- 1988年 - 第3回ボン・ビデオビエンナーレ。
- 1989年 - 「紙と電子メディアの出会い展」で日本初の「通信連画展」、ビデオ彫刻（回顧と現在1963~1989）25周年記念展／デュモント・ホール／ケルン、第1回オルナメンタ展／ポーツハイム美術館／ポーツハイム（西ドイツ）
- 1990年 - 世界初の国際ISDNによる「日仏ネットワーク・アート」。
- 1991年 - 第2回国際名古屋ビエンナーレ（ARTEC '91）／名古屋市美術館
- 1992年 - 「ドクメンタ9」「エレクトロニック・カフェ」に参画出展。
- 1993年 - 第45回ヴェネチア・ビエンナーレ「カシノ・コンテナ」に参画出展。
- 1995年 - 第1回光州ビエンナーレなどに招待出品、国際連画連歌展／K-bit Institute＋Internet、Telepolis／ルクセンブルク・コンベンション・センタ＝K-bit Institute
- 1996年 - ADICERE ANIMOSチェジェーナ市立現代美術館ほか／イタリー、シーグラフ'96／デジタルの入江／アトランタ
- 1997年 - シーグラフ '97／ エレクトリック・ガーデン部門／ロスアンジェルス・コンベンションセンター = K-bit Institute = オスロ 間で交信
- 1999年 - 第15回world Wide Video Festival／アムステルダム市立美術館
- 2001年 - What do you want to do which it ? ／ICA ( Institute of Contemporary Art )／ロンドン= IMA （映像メディア研究所)・(京都)=K-bit Institute（福井）
- 2002年
  - 1月 - 連画・連歌・年賀展 RENGA RENGA NENGA 2002
  - 6月 - JAPAN – KOREA World Wide Network Art 2002
  - 10月 - ISEA-2002
- 2003年 11月 - 日独ネットワークアート展
- 2004年 4月-5月 - -場を哲学する- ユビキタスアートThe Philosophu of Space No,1 / Ubiquitous Art（携帯電話を使った多地点中継によるネットワークアート）
- 2005年 9月 - -場を哲学する-ユビキタスアート 日中ネットワークアート展 World Wide Network Art 2005／北京・国立中華世紀壇
- 2006年 11月 - 第2回科学芸術（Art & sience)国際展 竹音器物語　No.3　出展／中国　清華大学
- 2007年
  - NetworkArt「Network書き初め展」
  - 1月 - BOOKS『場的哲学：場を哲学する（ユビキタスアート）』中国／中国嶽麓書院より出版。
  - 11月4日 - 「21世紀美術の羅針盤—100時間講座」スタート
- 2008年 - 第10回アジア・アート・フエスティバル／鄭州美術館・中国
- 2010年
  - 日米初期ビデオアート展／横浜美術館、国立国際美術館（大阪）、LACMA ( Los Angeles )、Museum of  Fine Arts Boston (Boston) ほか
  - 9月 - -名月の声'10-名月的声音'10- The Voice of the harvest moon World Wide Network Art 2010／中国／韓国／日本
- 2012年
  - aBiennale／London／UK、日豪英ビデオ／シドニー大学企画／豪英巡回中
- 2012年5月21日 - 金環日食の声 Voice of Anuular Solar Eclipse／中国／韓国／日本
- 2015年
  - 第18回文化庁メディア芸術祭 功労賞を受賞

国際展は、200回を超える。